# Alice's Adventures in Wonderland (pel·lícula de 1910)
Alice's Adventures in Wonderland és una pel·lícula muda de l'Edison Manufacturing Company protagonitzada per Gladys Hulette en el paper d’Alice. Diferents fonts citen erròniament Edwin S. Porter com a director. Es tracta de la segona versió del clàssic de Lewis Carroll, i es va estrenar el 9 de setembre de 1910.(REF3). Es considera una pel·lícula perduda.

## Argument
La jove Alice està asseguda en un prat al costat de la seva germana que està llegint. Descobreix un Conill Blanc i el segueix fins on seu cau. A dins, cau per un forat profund fins a arribar a una cambra tancada de la que ha de sortir. L’única sortida és una petita porta. Primer pren una beguda que l’encongeix però oblida la clau per sortir sobre la taula i després un pastís que la fa massa gran. Finalment, un ventall l’encongeix de nou i li permet travessar la porta i arribar al país de les meravelles. Aquest està habitat per estranyes criatures de contes de fades. Es troba el gat de Cheshire i després assisteix a un te amb el conill i el barreter boig. Finalment arriba al jardí de la pèrfida Reina de cors on descobreix l’As de cors robant un pastís. L’As és detingut però Alice es nega a testificar en la seva contra. En aquell moment la noia es desperta de nou al prat on la seva germana continua llegint.